# Пчелиновка (Воронежская область)
Пчелиновка — село в Бобровском районе Воронежской области.
Административный центр Пчелиновского сельского поселения.

## География

### Улицы
- ул. Комсомольская,
- ул. Лесная,
- ул. Молодёжная,
- ул. Пролетарская,
- ул. Речная,
- ул. Сальцева,
- ул. Свобода,
- ул. Советская,
- ул. Центральная,
- ул. Школьная,
- пер. Солнечный.

## Население
| 1859 | 1897  | 2005 | 2010 |
| ---- | ----- | ---- | ---- |
| 1260 | ↗1459 | ↘728 | ↘634 |